# Peropteryx
Peropteryx là một chi động vật có vú trong họ Dơi bao, bộ Dơi. Chi này được Peters miêu tả năm 1867. Loài điển hình của chi này là Vespertilio caninus Wied-Neuwied, 1821 (preoccupied; = Emballonura macrotis Wagner, 1843).

## Các loài
Chi này gồm các loài:
- Peropteryx kappleri
- Peropteryx leucoptera
- Peropteryx macrotis
- Peropteryx pallidoptera
- Peropteryx trinitatis